# Donald Abrahamson
Donald Robert Abrahamson, Jr. (ur. 19 września 1957 w Athol w stanie Massachusetts) – amerykański sztangista i olimpijczyk.
Abrahamson startował jedynie na Igrzyskach Olimpijskich w Los Angeles w 1984 roku. Podczas tych igrzysk reprezentował swój kraj w kategorii do 67,5 kg. W rwaniu wszystkie trzy próby na 115, 120 i 122,5 kg zaliczył, natomiast w podrzucie zaliczył dwie (150 i 155 kg), a jedną spalił (157,5 kg). W dwuboju osiągnął 277,5 kg, a w łącznej klasyfikacji zajął 13. miejsce (na 16 sklasyfikowanych, łącznie do zawodów przystąpiło 19 zawodników).